# 1760

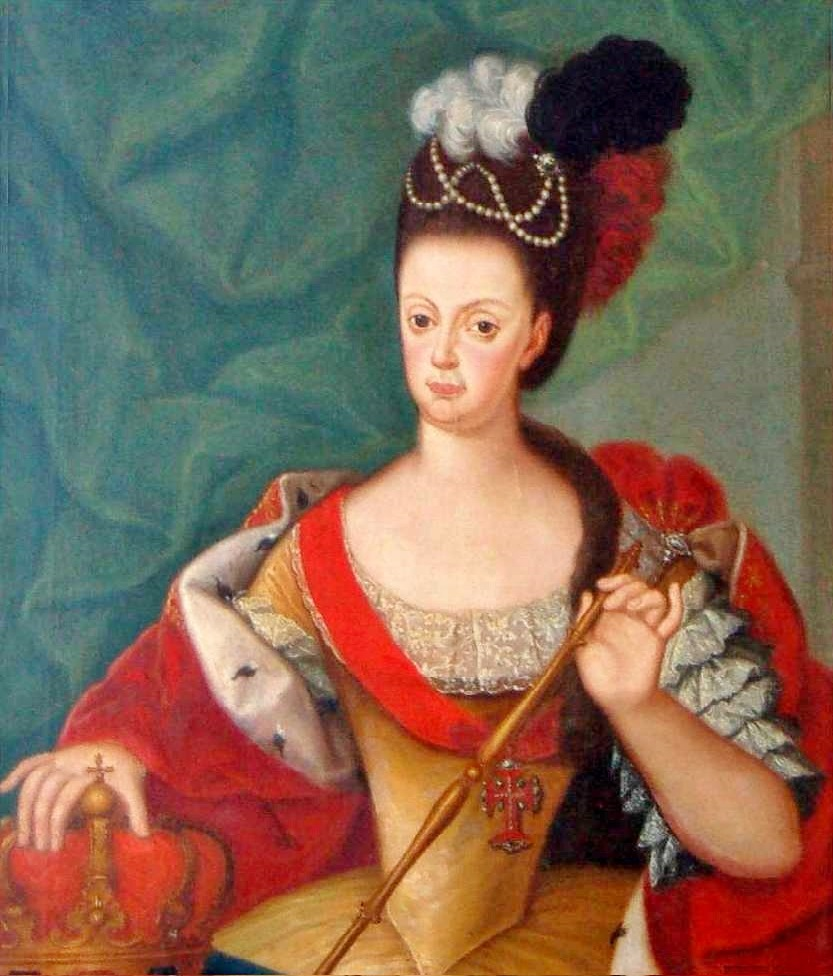
Retrato de Dona Maria com coroa.

- Wikisource

| Calendário gregoriano                                                        | 1760 MDCCLX                          |
| Ab urbe condita                                                              | 2513                                 |
| Calendário arménio                                                           | 1209 – 1210                          |
| Calendário bahá'í                                                            | -84 – -83                            |
| Calendário budista                                                           | 2304                                 |
| Calendário chinês                                                            | 4456 – 4457 Início a 17 de fevereiro |
| Calendário copta                                                             | 1476 – 1477                          |
| Calendário etíope                                                            | 1752 – 1753                          |
| Calendários hindus - Vikram Samvat - Calendário nacional indiano - Cáli Iuga | 1815 – 1816 1681 – 1682 4860 – 4861  |
| Calendário Holoceno                                                          | 11760                                |
| Calendário islâmico                                                          | 1174 – 1175                          |
| Calendário judaico                                                           | 5520 – 5521                          |
| Calendário persa                                                             | 1138 – 1139                          |
| Calendário rúnico                                                            | 2010                                 |
| Calendário solar tailandês                                                   | 2303                                 |

1760 (MDCCLX, na numeração romana) foi um ano bissexto do século XVIII do actual Calendário Gregoriano, da Era de Cristo, e as suas letras dominicais foram  F e E (52 semanas), teve início a uma terça-feira e terminou a uma quarta-feira.
| Ano completo                          |
| ------------------------------------- |
| Ano bissexto com início à terça-feira |

## Eventos
- Casamento de Maria Francisca, duquesa de Bragança e herdeira do trono de Portugal com o tio Pedro de Bragança.
- Benjamin Franklin inventa as primeiras lentes bifocais para utilização em óculos.
- Fortes terramoto na ilha do Faial, Açores, que já tinham começado no ano anterior.
- Expulsão dos Jesuítas dos Açores.
- Terramotos seguidos de uma erupção vulcânica na ilha Terceira, Açores.
- Extinção completa da ave Solitário-de-rodrigues
- As jazidas de ouro mineiras começaram a se esgotar.
- Fundação da Vila Nova Real de Messejana da América.

## Nascimentos
- 2 de Março - Camille Desmoulins, advogado, jornalista e revolucionário francês (m. 1794)
- 22 de Agosto - Papa Leão XII (m. 1829)
- Conde de Saint-Simon
- Katsushika Hokusai, pintor e gravurista japonês.

## Mortes
- 22 de Fevereiro – Anna Magdalena Bach-Wilcken, segunda esposa de Johann Sebastian Bach (n. 1701).
- 24 de Março – Bernardo de Clamousse, cônsul no Porto e empresário franco-português (c. 1689).
- 25 de Outubro – Rei Jorge II da Grã-Bretanha.

## Por tema
- 1760 na ciência